# Richard Neutra
Richard Neutra (Viena, 8 d'abril de 1892 - Wuppertal, 16 d'abril de 1970) va ser un arquitecte austríac, nacionalitzat posteriorment estatunidenc, considerat un dels arquitectes més importants del Moviment Modern. Es va llicenciar a la Tecnische Hochschule de Viena el 1912. La seva trobada amb Adolf Loos el 1910 va ser determinant per a la seva formació. El considerava «el mestre a qui dec les meves idees sobre l'arquitectura», i va romandre en el seu taller fins al principi de la guerra. Després, es va traslladar a Berlín, on entre el 1921 i el 1923 va col·laborar amb Erich Mendelsohn, participant en el clima cultural dinàmic i innovador que caracteritzava la vida de la capital alemanya durant aquell període. El 1923 es va traslladar als Estats Units, on va treballar a Chicago, a Taliesin amb F. L. Wright, i a Los Angeles. Va viure la major part de la seva carrera al sud de Califòrnia, va arribar a ser considerat un destacat i important arquitecte modernista. Entre les seves obres més destacades es troba la Casa del desert de Kaufmann a Palm Springs, Califòrnia.

## Biografia
Neutra va néixer a Leopoldstadt, el segon districte de Viena, Àustria, Hongria, el 8 d'abril de 1892, en el si d'una rica família jueva. El seu pare jueu-hongarès Samuel Neutra (1844-1920) era propietari d'una foneria de metalls, i la seva mare, Elizabeth «Betty» Glaser Neutra (1851-1905) era membre de l’IKG Viena. Richard tenia dos germans que també van emigrar als Estats Units, i una germana, Josephine Theresia «Pepi» Weixlgärtner, una artista que estava casada amb l'historiador d'art austríac Arpad Weixlgärtner i que va emigrar més tard a Suècia, on es pot veure la seva obra a The Museu d'Art Modern.
Neutra va anar al Sophiengymnasium de Viena fins al 1910. Va estudiar amb Max Fabiani i Karl Mayreder a la Universitat de Tecnologia de Viena (–), i també va anar a l'escola privada d'arquitectura d'Adolf Loos. El 1912 va emprendre un viatge d'estudis a Itàlia i als Balcans amb Ernst Ludwig Freud (fill de Sigmund Freud).
El juny de 1914, els estudis de Neutra van ser interromputs quan va rebre l'ordre de Trebinje, on va servir com a tinent d'artilleria fins al final de la guerra. Dione Neutra va recordar l'odi del seu marit Richard a la retribució contra els serbis en una entrevista realitzada el 1978 després de la seva mort: «Va parlar de la gent que va conèixer [és a dir, a Trebinje]... com el seu comandant era un sàdic, que era capaç de treure les seves tendències sàdiques... Era només un petit empleat municipal de Viena, però després es va convertir en el seu comandant.»
Neutra va agafar un permís el 1917 per tornar a la Technische Hochschule per fer els seus exàmens finals.
Després de la Primera Guerra Mundial, Neutra va anar a Suïssa on va treballar amb l'arquitecte paisatgista Gustav Ammann. El 1921 va exercir breument com a arquitecte de la ciutat a la ciutat alemanya de Luckenwalde, i més tard el mateix any es va incorporar a l'oficina d'Erich Mendelsohn a Berlín. Neutra va contribuir al concurs de l'empresa per a un nou centre comercial per a Haifa, Palestina (1922), i al projecte d'habitatges Zehlendorf a Berlín (1923). Es va casar amb Dione Niedermann, filla d'un arquitecte, el 1922. Van tenir tres fills, Frank L (1924–2008), Dion (1926–2019), arquitecte i soci del seu pare, i Raymond Richard (1939–), metge i epidemiòleg ambiental.
Neutra es va traslladar als Estats Units el 1923 i es va nacionalitzar el 1929. Neutra va treballar breument per a Frank Lloyd Wright abans d'acceptar una invitació del seu íntim amic i company d'universitat Rudolf Schindler per treballar i viure en comunitat a la Kings Road House de Schindler a Califòrnia. El primer treball de Neutra a Los Angeles va ser en arquitectura paisatgística, on va dissenyar el jardí de la casa de platja de Schindler (1922 – 25), dissenyat per a Philip Lovell, Newport Beach, i per a una pèrgola i piscina infantil per al complex de Wright i Schindler per a Aline Barnsdall a Olive Hill (1925), Hollywood. Schindler i Neutra van col·laborar en una inscripció per al Concurs de la Societat de Nacions; el mateix any van formar una empresa amb la planificadora Carol Aronovici (1881–1957) anomenada Grup d'arquitectura per a la indústria i el comerç (AGIC). Posteriorment, va desenvolupar la seva pròpia pràctica i va dissenyar nombrosos edificis que encarnaven l'estil internacional, dotze dels quals estan designats com a Monuments Culturals Històrics (HCM), inclòs el Lovell Health House (HCM #123; 1929) i el Richard and Dion Neutra VDL. Casa de Recerca (HCM #640; 1966). A Califòrnia, es va fer famós per estructures rigorosament geomètriques, però aèries que simbolitzaven una variació de la costa oest de la residència moderna de mitjans de segle. Entre els seus clients hi havia Edgar J. Kaufmann, Galka Scheyer i Walter Conrad Arensberg. A principis de la dècada de 1930, l'oficina de Neutra a Los Angeles va formar uns quants arquitectes joves que van tenir èxit independent, com Gregory Ain, Harwell Hamilton Harris i Raphael Soriano. El 1932, va intentar traslladar-se a la Unió Soviètica, per ajudar a dissenyar habitatges per als treballadors que es poguessin construir fàcilment, com a mitjà per ajudar amb l'escassetat d'habitatges.
El 1932, Neutra va ser inclòs a l'exposició seminal del MoMA sobre arquitectura moderna, comissariada per Philip Johnson i Henry-Russell Hitchcock. Entre 1943 i 1944, Neutra va ser professor visitant de disseny al Bennington College de Bennington, Vermont. El 1949, va formar una associació amb Robert E. Alexander que va durar fins al 1958, que finalment li va donar l'oportunitat de dissenyar edificis comercials i institucionals més grans. El 1955, el Departament d'Estat dels Estats Units va encarregar a Neutra el disseny d'una nova ambaixada a Karachi. El nomenament de Neutra formava part d'un ambiciós programa d'encàrrecs arquitectònics a arquitectes de renom, que incloïa ambaixades de Walter Gropius a Atenes, Edward Durrell Stone a Nova Delhi, Marcel Breuer a La Haia, Josep Lluis Sert a Bagdad i Eero Saarinen a Londres. El 1965, Neutra va formar una associació amb el seu fill Dion Neutra. Entre 1960 i 1970, Neutra va crear vuit viles a Europa, quatre a Suïssa, tres a Alemanya i una a França. Entre els clients destacats d'aquest període hi havia Gerd Bucerius, editor de Die Zeit, així com personalitats del comerç i la ciència. La seva obra també va formar part de l'esdeveniment d'arquitectura al concurs d'art dels Jocs Olímpics d'Estiu de 1932.
Richard Joseph Neutra va morir el 16 d'abril de 1970 a l'edat de 78 anys

## Estil arquitectònic
Era conegut per l'atenció que donava a definir les necessitats reals dels seus clients, independentment de la mida del projecte, en contrast amb altres arquitectes amb ganes d'imposar la seva visió artística a un client. Neutra de vegades utilitzava qüestionaris detallats per descobrir les necessitats del seu client, per a la seva sorpresa. La seva arquitectura domèstica era una barreja d'art, paisatge i comoditat pràctica.
En un article de 1947 per al Los Angeles Times, "The Changing House", Neutra posa èmfasi en el pla "preparat per a qualsevol cosa", destacant un pla obert i multifuncional per a espais de vida que són flexibles, adaptables i fàcilment modificables per a qualsevol mena de vida o esdeveniment.
Neutra tenia un agut sentit de la ironia. A la seva autobiografia, Life and Shape, va incloure una anècdota lúdica sobre un productor i client anònim de pel·lícules que va electrificar el fossat al voltant de la casa que Neutra va dissenyar per a ell i va fer que el seu majordom persa extregués els cossos al matí i els llençava en un Incinerador especialment dissenyat. Aquest va ser un relat molt embellit d'un client real, Josef von Sternberg, que de fet tenia una casa amb fossats però no una electrificada.
La novel·lista/filòsofa Ayn Rand va ser la segona propietaria de la casa Von Sternberg a la vall de San Fernando (ara destruïda). Julius Shulman va fer una foto de Neutra i Rand a casa.
Les primeres aquarel·les i dibuixos de Neutra, la majoria dels llocs on va viatjar (especialment els seus viatges als Balcans durant la Primera Guerra Mundial) i els esbossos de retrats, van mostrar la influència d'artistes com Gustav Klimt, Egon Schiele, etc. La germana de Neutra, Josefine, que sabia dibuixar, és citada per desenvolupar la inclinació de Neutra cap al dibuix.

## Llegat
El fill de Neutra, Dion, ha mantingut obertes les oficines de Silver Lake dissenyades i construïdes pel seu pare com a "Richard and Dion Neutra Architecture" a Los Angeles. L’edifici d'oficines Neutra està inclòs al Registre Nacional de Llocs Històrics.
L'any 1980, la vídua de Neutra va donar la Van der Leeuw House (VDL Research House), valorada després El 207.500 dòlars, a la Universitat Politècnica Estatal de Califòrnia, Pomona (Cal Poly Pomona) per a ser utilitzada pel professorat i estudiants de la Facultat de Disseny Ambiental de la universitat. El 2011, la Kronish House (1954) de disseny Neutra al 9439 Sunset Boulevard de Beverly Hills es va vendre per 12,8 milions de dòlars.
El 2009, l'exposició "Richard Neutra, Architect: Sketches and Drawings" a la Biblioteca Central de Los Angeles va presentar una selecció d'esbossos de viatges, dibuixos de figures i representacions d'edificis de Neutra. La MARTa Herford, Alemanya, va muntar una exposició sobre el treball de l'arquitecte a Europa entre 1960 i 1979.
La casa del desert de Kaufmann va ser restaurada per Marmol Radziner + Associates a mitjans de la dècada de 1990.
La família de tipus de lletra Neutraface, dissenyada per Christian Schwartz per a House Industries, es basava en els principis d'arquitectura i disseny de Richard Neutra.
El 1977, se li va concedir pòstumament la Medalla d'Or de l'AIA, i el 2015, va ser honrat amb una Estrella de Palma d'Or al Passeig de les Estrelles a Palm Springs, Califòrnia.

## Obres perdudes
La casa "Windshield" de 14.000 metres quadrats de Neutra construïda a Fishers Island, Nova York per a John Nicholas Brown II, es va incendiar la nit de Cap d'Any de 1973 i no es va reconstruir.
La casa Von Sternberg de 1935 a Northridge, Califòrnia va ser enderrocada el 1972.
L'edifici de Belles Arts de 1960 de Neutra a la Universitat Estatal de Califòrnia, Northridge va ser enderrocat el 1997, tres anys després de patir greus danys en el terratrèmol de Northridge de 1994.
La Maslon House de 1962 a Rancho Mirage, Califòrnia, va ser enderrocada el 2002.
L'edifici Cyclorama de Neutra a Gettysburg va ser enderrocat pel Servei de Parcs Nacionals el març de 2013.
La casa Slavin (1956) a Santa Barbara, Califòrnia va ser destruïda en un incendi el 2001.

## Obres seleccionades

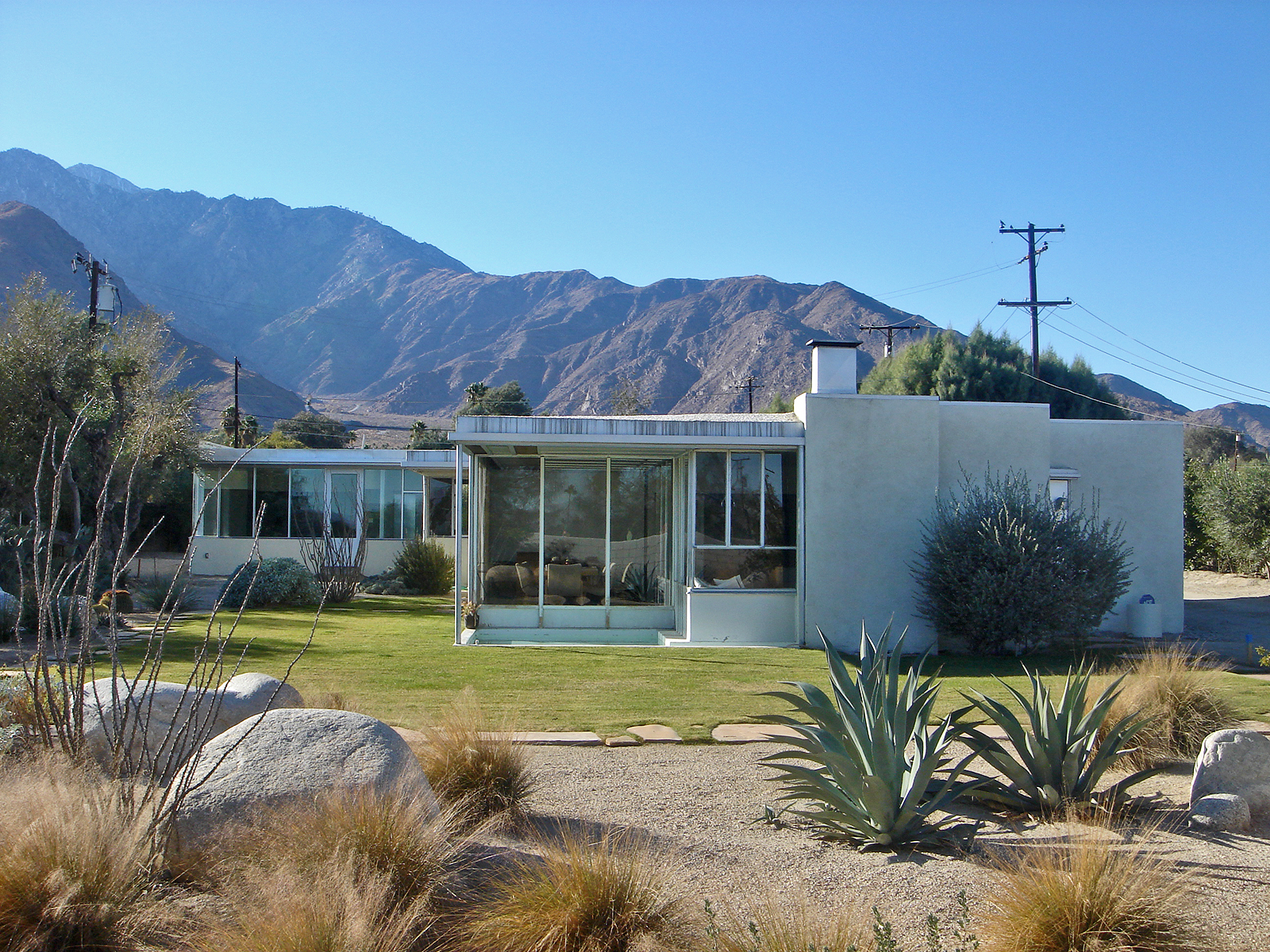
Miller House, Palm Springs

- Jardinette Apartments, 1928, 5128 Marathon Street, Hollywood Hills, Los Angeles, Califòrnia
- Lovell House, 1929, Los Angeles, Califòrnia
- Van der Leeuw House (VDL Research House), 1932, Los Angeles, Califòrnia
- Mosk House, 1933, 2742 Hollyridge Drive, Hollywood, Califòrnia
- Nathan and Malve Koblick House, 1933, 98 Fairview Avenue, Atherton, Califòrnia
- Universal-International Building (Laemmle Building), 1933, 6300 Hollywood Boulevard, Hollywood, Los Angeles, Califòrnia
- Scheyer House, 1934, 1880 Blue Heights Drive, Hollywood Hills, Los Angeles, Califòrnia
- William and Melba Beard House (amb Gregory Ain), 1935, 1981 Meadowbrook, Altadena
- California Military Academy, 1935, Culver City, Califòrnia
- Corona Avenue Elementary School, 1935, 3835 Bell Avenue, Bell, Califòrnia
- Largent House, 1935, 49 Hopkins Avenue at the corner of Burnett Avenue, San Francisco. Building was demolished by new owners and A 2018, they have been ordered to rebuild an exact replica.[29][30]
- Von Sternberg House, 1935, Vall de San Fernando, Los Angeles
- Sten and Frenke House (Los Angeles Historic-Cultural Monument #647), 1934, 126 Mabery Road, Santa Monica
- The Neutra House Project Arxivat 2018-05-21 a Wayback Machine., 1935, Restoration of the Neutra "Orchard House" a Los Altos, Califòrnia
- Josef Kun House, 1936, 7960 Fareholm Drive, Nichols Canyon, Hollywood Hills, Los Angeles, California
- Darling House,[31] 1937, 90 Woodland Avenue, San Francisco, Califòrnia
- George Kraigher House Arxivat 2014-10-29 a Wayback Machine., 1937, 525 Paredes Line Road, Brownsville, Texas
- Landfair Apartments, 1937, Westwood, Los Angeles, Califòrnia
- Strathmore Apartments, 1937, Westwood, Los Angeles, Califòrnia
- Aquino Duplex, 1937, 2430 Leavenworth Street, San Francisco
- Leon Barsha House (amb P. Pfisterer), 1937, 302 Mesa Road, Pacific Palisades, Califòrnia
- Miller House,[32] 1937, Palm Springs, Califòrnia
- Windshield House,[33] 1938, Fisher's Island, New York
- Albert Lewin House, 1938, 512-514 Palisades Beach Road, Santa Monica, Los Angeles
- Emerson Junior High School, 1938, 1650 Selby Avenue, West Los Angeles, Califòrnia
- Ward-Berger House, 1939, 3156 North Lake Hollywood Drive, Hollywood Hills, Los Angeles, Califòrnia
- Kelton Apartments, Westwood, Los Angeles
- Sidney Kahn House, 1940, Telegraph Hill, San Francisco
- Beckstrand House, 1940, 1400 Via Montemar, Palos Verdes Estates, Los Angeles County
- Bonnet House, 1941, 2256 El Contento Drive, Hollywood Hills, Los Angeles, Califòrnia
- Neutra/Maxwell House, 1941, 475 N. Bowling Green Way, Brentwood, Los Angeles (Moved to Angelino Heights in 2008.)
- Van Cleef Residence, 1942, 651 Warner Avenue, Westwood, Los Angeles
- Geza Rethy House, 1942, 2101 Santa Anita Avenue, Sierra Madre, Califòrnia
- Channel Heights Housing Projects, 1942, San Pedro, Califòrnia
- John Nesbitt House, 1942, 414 Avondale, Brentwood, Los Angeles
- Kaufmann Desert House,[34][35][36] 1946, Palm Springs, Califòrnia
- Stuart Bailey House, 1948, Pacific Palisades, Califòrnia (Case Study 20A)
- Case Study Houses #6, #13, #20A, #21A
- Schmidt House, 1948, 1460 Chamberlain Road, Linda Vista, Pasadena, Califòrnia
- Joseph Tuta House, 1948, 1800 Via Visalia, Palos Verdes, Califòrnia
- Holiday House Motel, 1948, 27400 Pacific Coast Highway, Malibu, Califòrnia
- Elkay Apartments, 1948, 638-642 Kelton Avenue, Westwood, Los Angeles
- Gordon Wilkins House, 1949, 528 South Hermosa Place, South Pasadena, Califòrnia[37][38]
- Alpha Wirin House, 1949, 2622 Glendower Avenue, Los Feliz, Los Angeles
- Hines House, 1949, 760 Via Somonte, Palos Verdes, Califòrnia
- Atwell House, 1950, 1411 Atwell Road, El Cerrito, Califòrnia
- Nick Helburn House, 1950, Sourdough Road, Bozeman, Montana
- Neutra Office Building — Neutra's design studio from 1950 to 1970
- Kester Avenue Elementary School, 5353 Kester Avenue, Los Angeles (amb Dion Neutra), 1951, Sherman Oaks, Califòrnia
- Everist House, 1951, 200 W. 45th Street, Sioux City, Iowa[39]
- Moore House, 1952, Ojai, Califòrnia (received AIA award)
- Perkins House, 1952–55, 1540 Poppypeak Drive, Pasadena, Califòrnia
- Schaarman House, 1953, 7850 Torreyson Drive, Hollywood Hills, Los Angeles, Califòrnia
- Olan G. and Aida T. Hafley House, 1953, 5561 East La Pasada Street, Long Beach
- Brown House, 1955, 10801 Chalon Road, Bel Air, Los Angeles
- Kronish House, 1955, Beverly Hills, Califòrnia[40]
- Sidney R. Troxell House,[41] 1956, 766 Paseo Miramar, Pacific Palisades, Califòrnia
- Chuey House, 1956, 2460 Sunset Plaza Drive, Hollywood Hills, Los Angeles, Califòrnia[42][43]
- Clark House, 1957, Pasadena, Califòrnia
- Airman's Memorial Chapel, 1957, 5702 Bauer Road, Miramar, Califòrnia
- Sorrell's House, 1957, Old State Highway 127, Shoshone, Califòrnia[44]
- Ferro Chemical Company Building, 1957, Cleveland, Ohio
- The Lew House, 1958, 1456 Sunset Plaza Drive, Los Angeles
- Connell House, 1958, Pebble Beach, Califòrnia
- Mellon Hall and Francis Scott Key Auditorium, 1958, St. John's College, Annapolis, Maryland
- Riviera United Methodist Church, 1958, 375 Palos Verdes Boulevard, Redondo Beach
- Loring House, 1959, 2456 Astral Drive, Los Angeles (afegits d'Escher GuneWardena Architecture, 2006
- Singleton House, 1959, 15000 Mulholland Drive, Hollywood Hills, Los Angeles, Califòrnia
- Oyler House, 1959 Lone Pine, Califòrnia
- UCLA Lab School, 1959 (amb Robert Alexander)[45]
- Garden Grove Community Church, Community Church, 1959 (Fellowship Hall and Offices), 1961 (Sanctuary), 1968 (Tower of Hope), Garden Grove, Califòrnia
- Three senior officer's quarters on Mountain Home Air Force Base, Idaho, 1959
- Julian Bond House, 1960, 4449 Yerba Santa, San Diego, Califòrnia
- R.J. Neutra Elementary School, 1960, Naval Air Station Lemoore, a Lemoore, Califòrnia (dissenyat el 1929)
- Buena Park Swim Stadium and Recreation Center, 1960, 7225 El Dorado Drive, Buena Park, Califòrnia[46]
- Palos Verdes High School, 1961, 600 Cloyden Road, Palos Verdes, Califòrnia
- Haus Rang, 1961, Königstein im Taunus, Alemanya
- Hans Grelling House/Casa Tuia on Monte Verità, 1961, Strada del Roccolo 11, Ascona, Tessin, Suïssa
- Los Angeles County Hall of Records, 1962, Los Angeles, Califòrnia.
- Gettysburg Cyclorama, 1962, Gettysburg National Military Park, Pennsylvania
- Gonzales Gorrondona House, 1962, Avenida la Linea 65, Sabana Grande, Caracas, Veneçuela
- Bewobau Residences, 1963, Quickborn near Hamburg, Alemanya
- Mariners Medical Arts, 1963, Newport Beach, Califòrnia
- Painted Desert Visitor Center, 1963, Petrified Forest National Park, Arizona
- Ambaixada dels Estats Units, (després Consulat General fins 2011), 1959, Abdullaha Haroon Road, Karachi, Pakistan
- Swirbul Library, 1963, Adelphi University, Garden City, Nova York
- Kuhns House, 1964, Woodland Hills, Los Angeles, Califòrnia
- Rice House (National Register of Historic Places), 1964, 1000 Old Locke Lane, Richmond, Virginia
- VDL II Research House,[47][48][49] 1964, (reconstruit amb el seu fill Dion Neutra) Los Angeles, Califòrnia
- Rentsch House, 1965, Wengen prop de Berna a Suïssa
- Ebelin Bucerius House, 1962–1965, Brione sopra Minusio a Suïssa
- Roberson Memorial Center, 1965, Binghamton, Nova York
- Haus Kemper, 1965, Wuppertal, Alemanya
- Sports and Congress Center, 1965, Reno, Nevada
- Delcourt House, 1968–69, Croix, Nord, França
- Haus Pescher, 1969, Wuppertal, Alemanya
- Haus Jürgen Tillmanns, 1970, Stettfurt, Thurgau, Suïssa

## Publicacions
- 1927: Wie Baut Amerika? (Com construeix Amèrica) (Julius Hoffman)
- 1930: Amèrica: Die Stilbildung des neuen Bauens in den Vereinigten Staaten (Anton Schroll Verlag). Noves maneres de construir al món [sèrie], vol. 2. Editat per El Lissitzky.
- 1948: Arquitectura d'interès social a les regions de clima suau (Gerth Todtman)
- 1951: Misteri i realitats del lloc (Morgan & Morgan)
- 1954: Survival Through Design (Oxford University Press)
- 1956: Vida i hàbitat humà (Alexander Koch Verlag).
- 1961: Welt und Wohnung (Alexander Kock Verlag)
- 1962: Life and Shape: an Autobiography (Appleton-Century-Crofts), reimprès el 2009 (Atara Press)
- 1962: Auftrag für morgen (Claassen Verlag)
- 1962: Món i habitatge (Llibres de l'Univers)
- 1970: Naturnahes Bauen (Alexander Koch Verlag)
- 1971: Building With Nature (Universe Books)
- 1974: Wasser Steine Licht (Parey Verlag)
- 1977: Bauen und die Sinneswelt (Verlag der Kunst)
- 1989: Nature Near: The Late Essays of Richard Neutra (Capra Press)